# Іяшікей
Іяшікей (яп. 癒し系) — піджанр буденності, характерний для японських творів, насамперед манґи та аніме. Іяшікей зображує мирне життя персонажів у заспокійливій обстановці і покликаний справляти цілющий вплив на глядачів. Саме слово «Іяшікей» у перекладі з японської має значення «зцілюючий». Шейнон К. Гарріті з журналу Otaku USA писав, що у іяшікеї «акцент зроблений не стільки на персонажах та сюжеті, скільки на побудові світу та створенні захоплюючої атмосфери»

## Витоки
Іяшікей уперше виник наприкінці 1970-х років, але став окремим піджанром лише у 1995 році після великого землетрусу в Ханшіні та заринової атаки в токійському метро. Ці травматичні події в поєднанні з економічною рецесією призвели до того, що вчений Пол Роке називає тенденцією іяші, або «бумом одужання». Травма, яку зазнала японська громадськість, забезпечила «емоційний контекст для появи спокою як прибуткового та комерційного почуття».